# Заплутаність
Заплутаність — концепція психології та психотерапії, введена Сальвадором Мінучіном (1921—2017) для опису сімей, де особисті кордони розмиті, підсистеми недиференційовані, а надмірна турбота про інших призводить до втрати автономного розвитку. За цією гіпотезою, будучи заплутаною в батьківських потребах, потрапивши в пастку невідповідної рольової функції, дитина може втратити здатність керувати собою; власна відмінність під тягарем «психічного інцесту»; і, якщо тиск сім'ї зростає, може в кінцевому підсумку стати ідентифікованим пацієнтом або сімейним цапом-відбувалом.
Замішування також використовував Джон Бредшов для опису стану зв'язку між поколіннями в сім'ї, за якого дитина (зазвичай протилежної статі) стає сурогатним подружжям для своєї матері чи батька.
Цей термін іноді застосовують до охоплюючих співзалежних стосунків, де існує нездоровий симбіоз.
Інші припускають, що для токсичної дитини почуття дорослого можуть бути єдиними, які вони знають, переважаючи та затьмарюючи їхні власні.

## Критика
Однак існують важливі культурні відмінності в тому, як сприйматиметься або концептуалізується «заплутаність». Одне дослідження показало, що «заплутані» дорослі у Сполученому Королівстві переживали більше депресії, ніж в Італії, через культурні очікування в більш індивідуалістичних культурах проти більш колективістських.
Крім того, критики феміністської сімейної терапії стверджували, що сама концепція зачепленості може «відображають прототипно чоловічі стандарти самооцінки та взаємовідносин, що сприяє поширеній практиці маркування стилів взаємодії, яким віддають перевагу жінки, як патологічних або дисфункціональних». Емпіричне дослідження цієї критичної феміністської традиції виявило, що молоді жінки з найсильнішим відчуттям сімейної згуртованості мають найвищу соціальну самооцінку, незважаючи на те, що демонструють те, що можна патологічно назвати «заплутаністю».

## Подальше читання
- Roin Skynner, One Flesh, Separate Persons (London 1976)